# OBT AG
OBT AG mit Sitz in St. Gallen ist eine Schweizer Wirtschaftsprüfungs-, Treuhand- und Beratungsgesellschaft und gehört zu den sechs grössten Unternehmen in diesem Marktsegment der Schweiz. Sie verfügt über 10 Niederlassungen in der Schweiz und beschäftigt rund 550 Mitarbeitende und bis zu 20 Lernende. Seit Oktober 2014 ist das Informationssicherheits-Managementsystem der OBT AG nach ISO 27001 zertifiziert. Das Unternehmen ist Mitglied von Expertsuisse sowie des Schweizerischen Gewerbeverbandes und repräsentiert als unabhängiges Mitglied das internationale Netzwerk Baker Tilly International in der Deutschschweiz.

## Geschichte
OBT wurde 1933 als „OBTG Ostschweizerische Bürgschafts- und Treuhandgenossenschaft“ (heute BG Ost-Süd) gegründet und 1972 als Tochtergesellschaft ausgegliedert. 1998 hat das Management OBT übernommen, wobei die Inhaber nach wie vor aktiv in den Kundenmandaten arbeiten.
Seit deren Gründung 1985 ist OBT Vertriebspartner (Gold-Status) der Abacus Business Software und wurde in den letzten Jahren, zuletzt 2021, mehrmals als erfolgreichster Partner ausgezeichnet. Zu Beginn wurde das Produkt unter der Eigenmarke OBTPlus vertrieben.
Die OBT AG unterstützt das Schweizerische Institut für Klein und Mittelunternehmen der Universität St. Gallen durch die Finanzierung einer Dozentur. In regelmässigen Abständen werden gemeinsame Studien (siehe "Publikationen") herausgegeben.

## Unternehmensstruktur
Die OBT AG verfügt über folgende Filialen:

OBT AG
| Basel             | Brugg         | Lachen SZ    | Luzern |  |
| Bern (Oberwangen) | Rapperswil SG | Schaffhausen | Schwyz |  |
| St. Gallen        | Weinfelden    | Zürich       |        |  |

FIGAS Autogewerbe-Treuhand der Schweiz AG / FIGAS Revision AG
| Brugg      | Lachen SZ  | Oberwangen BE | Rapperswil SG |  |
| Riazzino   | St. Gallen | Schaffhausen  | Schwyz        |  |
| Weinfelden | Zürich     |               |               |  |

Baker Tilly OBT AG
| St. Gallen | Zürich |  |  |  |

ASTAL Treuhand & Verwaltungs AG
| Lachen SZ |

Budliger Treuhand AG
| Zürich |

## Tätigkeitsgebiet
Das Tätigkeitsgebiet der OBT AG umfasst die Bereiche Treuhand, Wirtschaftsprüfung, Unternehmensberatung, Steuerberatung, Rechtsberatung und Informatik-Gesamtlösungen. Der Kundenfokus liegt bei den KMU, wobei das Unternehmen auch börsenkotierte Unternehmen, öffentlich-rechtliche Körperschaften, Stiftungen und Vereine berät. Aktuell betreut OBT rund 3'000 Kunden.

Neben Abacus vertreibt OBT auch die Gemeindelösung "nest" sowie die Energieversorger-Software "is-e" und ist diesbezüglich der führende Vertriebspartner des Schweizer Software-Anbieters innosolv.

## Figas
Die Tochtergesellschaft Figas wurde im Jahre 1952 als unabhängige und selbständige Genossenschaft gegründet. Als Gründungsmitglieder zeichneten der Autogewerbeverband der Schweiz und sechs kantonale Sektionen sowie sieben autogewerbliche Betriebe. Um den zahlreichen Neuerungen, die die Revisions- und Treuhandbranche betreffen, Rechnung zu tragen, wurde die Genossenschaft am 1. Januar 2007 in eine Aktiengesellschaft umgewandelt. Gleichzeitig wurde der Bereich Wirtschaftsprüfung als Schwestergesellschaft in die Figas Revision AG ausgelagert. Per 1. Oktober 2010 übernahm die OBT AG zu 100 % die Aktien der Figas Autogewerbe-Treuhand der Schweiz AG und der Figas Revision AG.
Figas ist auf das Automobilgewerbe spezialisiert und bietet Dienstleistungen ausschliesslich für diesen Markt. Jährlich wird der "Branchenspiegel" mit wirtschaftlich relevanten Kennzahlen publiziert, welcher als Leitfaden für die Automobil-Branche gilt. Nicht zuletzt dank dieser Publikation gilt Figas als marktführend im Bereich Autogewerbe-Treuhand.

## Publikationen
- Kauf und Verkauf von KMU. Leitfaden, ISBN 978-3-905891-16-4
- Studien in Zusammenarbeit mit der Universität St. Gallen (z. B. jährliche KMU-Studie, KMU und ihre Innovationskraft, Leitfaden für Verwaltungsräte und Unternehmen auf der Suche nach einem Verwaltungsrat)
- Unternehmensvermittlungs-Bulletin (Angebot für die internetbasierende Unternehmensvermittlung in der Schweiz)
- Fabian Petrus: Steuern und Immobilien. Ratgeber, ISBN 978-3-297-02062-3)
- Branchenspiegel. Leitfaden (Automobil-Gewerbe)
- Ein Leitfaden für die Digitalisierung in KMU
- KMU-Leitfaden zur Steigerung der Arbeitgeberattraktivität
- Nachhaltigkeitsleitfaden für KMU
- Leitfaden zur Eignerstrategie
- Leitfaden zur Mitarbeiterbindung